# Feelgood Lies
Feelgood Lies (englisch für „Fühlgut-Lügen“) ist ein Popsong der deutschen Girlgroup No Angels. Das Lied wurde von Niclas Molinder, Joacim Persson, Pelle Ankarberg, Charlie Dore und Maryann Morgan geschrieben und von Molinder und Persson für Pure (2003), das dritte Studioalbum der Band, produziert. Der Titel wurde am 22. September 2003 als dritte und letzte Single des Albums veröffentlicht und erreichte Platz drei der deutschen Singlecharts.

## Hintergrund
Feelgood Lies wurde gemeinsam von den Musikern Niclas Molinder, Joacim Persson, Pelle Ankarberg, Charlie Dore, und Maryann Morgan verfasst und komponiert. Das Lied war eines von vielen Demoaufnahmen, die den No Angels im Vorfeld der Aufnahmen zu ihrem dritten Studioalbums Pure (2003) präsentiert und zur Veröffentlichung angeboten worden waren. Die Produktion der späteren No-Angels-Version übernahmen Molinder und Persson unter ihrem Pseudonym Twin für ihre Produktionsfirma Redfly Music. Ihre Vocals sangen die Bandmitglieder unter Aufsicht von Nik Hafemann in den d2p Studios in Frankfurt am Main ein.

## Musikvideo

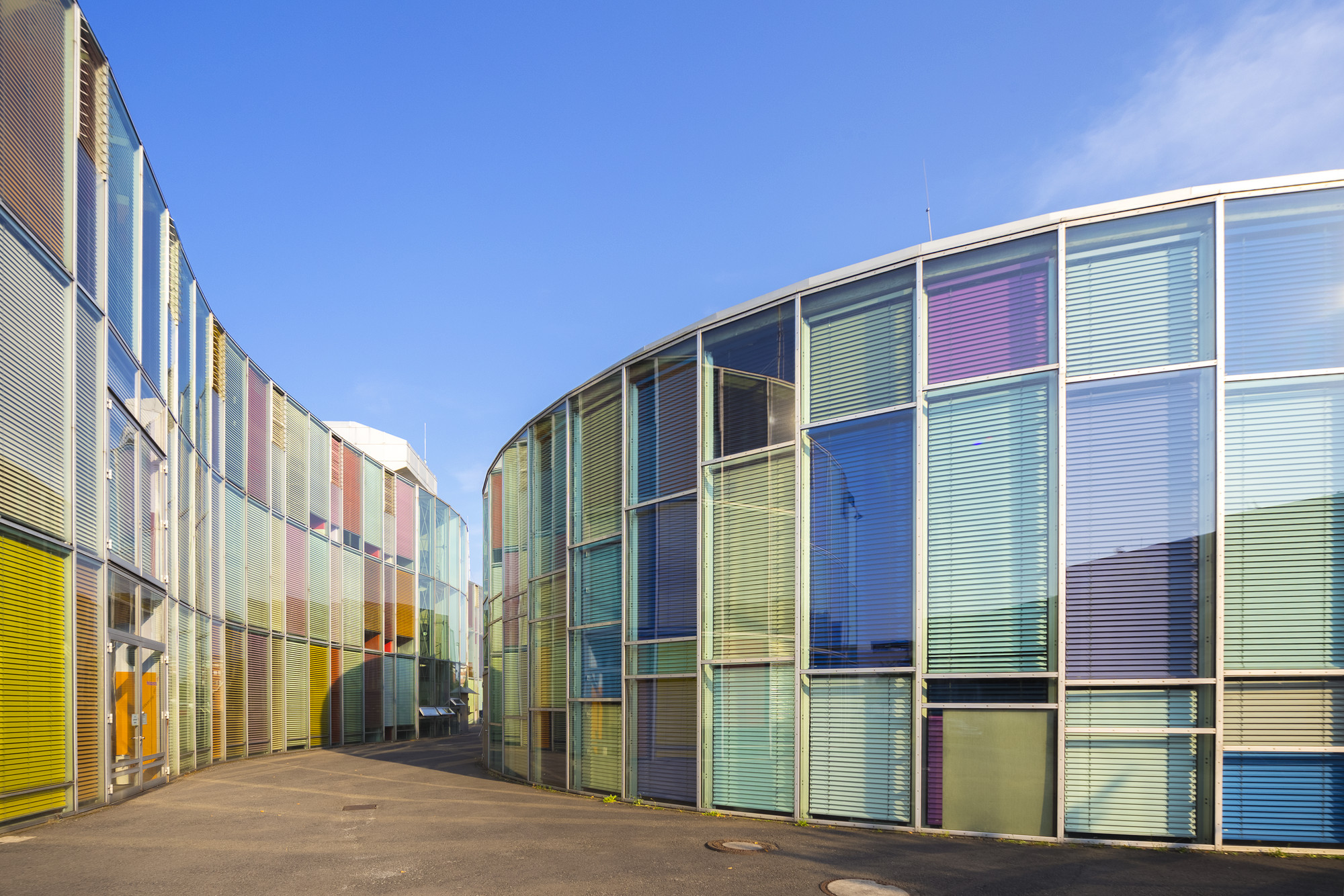
Das Video zu Feelgood Lies entstand am Zentrum für Photonik und Optik in Berlin-Adlershof.

Das Musikvideo zu Feelgood Lies wurde am 4. August 2003 am Wissenschafts- und Wirtschaftsstandort Adlershof im gleichnamigen Ortsteil in Berlin gedreht. Als Kulisse diente die Außenfassade des 1998 erbauten Zentrums für Photonik und Optik. Für die Regie konnte erneut Musikvideoregisseur Marcus Sternberg verpflichtet werden; Feelgood Lies war seine fünfte Zusammenarbeit mit der Band innerhalb von zwei Jahren. Die Marcus Sternberg Filmproduktion agierte zugleich als ausführende Produzentin. Der kanadische Tänzer Sean Cheesman, Choreograf der beiden Videos zu Something About Us (2002) und Let’s Go to Bed (2002), stieß ebenfalls wieder zur Crew hinzu. Die Postproduktion übergab Sternberg der Capture Berlin, die in über 60 Einstellungen Propeller und Hubschrauberrotoren animierte und die Szenerie im Hintergrund durch gläserne Hochhäuser erweiterte. Als Sandy Möllings Tanzpartner ist David Hernandez, Mitglied der ebenfalls im Jahr 2003 zusammengestellten Band Become One, im Video zu sehen.

## Coverversionen
Eine von der schwedischen Fame Factory-Teilnehmerin Pauline Högberg eingesungene Version von Feelgood Lies erschien im Oktober 2003 auf dem Album Fame Factory Vol. 6. 2006 verwendeten Persson und Molinder Teile der von ihnen produzierten Musik zu Feelgood Lies in dem Lied Be Good to Me der US-amerikanische Sängerin Ashley Tisdale wieder, das im gleichen Jahr als Single veröffentlicht wurde und Platz 57 der deutschen, Platz 67 der österreichischen und Platz 80 der amerikanischen Singlecharts erreichte. 2009 veröffentlichte die kanadische Sängerin Brooke Nolan eine weitere Fassung des Liedes als Single. 2021 gehörte das Lied zu jenen Titeln, die Benaissa, Diakovska, Mölling und Wahls für eine Neuinterpretation anlässlich ihres zwanzigjährigen Jubiläums auswählten. Die von Christian Geller produzierte Neuaufnahme wurde später auf dem Album 20 (2021) veröffentlicht. Aufgrund der im Rahmen der COVID-19-Pandemie ausgerufenen Reiserestriktionen erfolgten die Aufnahmen zur Celebration Version von Someday getrennt. Während Benaissa und Wahls ihre Gesänge in Gellers Tonstudio in Andernach aufnahmen, traten Diakovska und Mölling in ihren Heimatorten in Bulgarien und in den Vereinigten Staaten vor das Mikro.

## Single
Maxi-Single
| Nr. | Titel                             | Autor(en)                                                                      | Produzent(en)      | Länge |
| --- | --------------------------------- | ------------------------------------------------------------------------------ | ------------------ | ----- |
| 1.  | Feelgood Lies (Radio Version)     | Pelle Ankarberg, Charlie Dore, Niclas Molinder, Maryann Morgan, Joacim Persson | Twin               | 3:19  |
| 2.  | Feelgood Lies (Video Version)     | Ankarberg, Dore, Molinder, Morgan, Persson                                     | Twin               | 3:37  |
| 3.  | Feelgood Lies (Jiggy Joint Remix) | Ankarberg, Dore, Molinder, Morgan, Persson                                     | Twin               | 3:34  |
| 4.  | Feelgood Lies (Instrumental)      | Ankarberg, Dore, Molinder, Morgan, Persson                                     | Twin               | 3:16  |
| 5.  | In My Head                        | Henrik Nielsen                                                                 | Thorsten Brötzmann | 3:47  |

2-Track-Single
| Nr. | Titel                         | Autor(en)                                  | Produzent(en)      | Länge |
| --- | ----------------------------- | ------------------------------------------ | ------------------ | ----- |
| 1.  | Feelgood Lies (Radio Version) | Ankarberg, Dore, Molinder, Morgan, Persson | Twin               | 3:19  |
| 2.  | In My Head                    | Henrik Nielsen                             | Thorsten Brötzmann | 3:47  |

## Mitwirkende
- Pelle Ankarberg – Komponist, Koproduzent, Liedtexter
- Nadja Benaissa – Gesang
- Lucy Diakovska – Gesang
- Charlie Dore – Komponist, Liedtexter
- Nik Hafemann – Produzent (Gesang)
- Niclas Molinder – Abmischer, Komponist, Liedtexter, Produzent
- Sandy Mölling – Gesang
- Maryann Morgan – Begleitgesang, Komponist, Liedtexter
- Fredrik Norburg – Gitarre
- Joacim Persson – Abmischer, Komponist, Liedtexter, Produzent
- Vanessa Petruo – Gesang[2]

## Charts und Chartplatzierungen
Feelgood Lies wurde am 22. September 2003 – in etwa zwei Wochen nach Bekanntgabe der Auflösung der Band – als dritte und letzte Single aus dem Album Pure (2003) veröffentlicht. In Deutschland gelang dem Lied als neunte Single der No Angels eine Top-Ten-Platzierung. So konnte es, nachdem es zunächst auf Platz fünf der deutschen Singlecharts eingestiegen war, in der Folgewoche auf Platz drei aufsteigen. Feelgood Lies hielt sich insgesamt elf Wochen in den Charts und erreichte in den deutschen Jahrescharts noch vor No Angel (It’s All in Your Mind) (2003) und Someday (2003) Rang 69 der Hitliste. In der Schweiz erreichte das Lied Platz 29 und avancierte damit ebenfalls zur erfolgreichsten Auskopplung aus Pure sowie zur bestplatzierten No-Angels-Single seit Still in Love with You (2002). In Österreich erreichte der Song Platz 12 und fiel nach 15 Wochen aus der Top 75.
| ChartsChartplatzierungen | Höchstplatzierung | Wochen |
| ------------------------ | ----------------- | ------ |
| Deutschland (GfK)        | 3 (11 Wo.)        | 11     |
| Österreich (Ö3)          | 12 (15 Wo.)       | 15     |
| Schweiz (IFPI)           | 29 (8 Wo.)        | 8      |

| ChartsJahrescharts (2003) | Platzierung |
| ------------------------- | ----------- |
| Deutschland (GfK)         | 69          |